# 브라이텐바흐플라츠역
브라이텐바흐플라츠역(U-Bahnhof Breitenbachplatz)은 베를린 슈테글리츠첼렌도르프구 달렘에 있는 U3의 역이다. 같은 구의 슈테글리츠, 샤를로텐부르크빌머스도르프구 빌머스도르프 구역의 경계선에 인접해 있다. 1913년 10월 12일에 개통했다.

## 역사
빌머스도르프-달렘 도시철도(Wilmersdorf-Dahlemer-Untergrundbahn)의 비텐베르크플라츠-틸플라츠 구간 개통 당시 영업을 시작했다. 계획 역명은 라슈타터 플라츠(Rastatter Platz)역이었으나 개통 전에 현재의 역명으로 변경되었다.
역사 설계는 빌헬름 라이트게벨(Wilhelm Leitgebel)이 담당했다. 인접한 역인 뤼데스하이머 플라츠역 및 하이델베르거 플라츠역과 유사하게 건설되었다. 천장은 사각형 구역으로 나뉘어 있고, 승강장 중앙부에 설치된 화강암제 도리스 양식 기둥으로 지지하고 있다. 각각 구역 중앙에는 기하학적 문양이 들어간 팔각형으로 장식되어 있다. 승강장 바닥은 건설 당시에는 아스팔트로 포장되어 있었으며, 현재는 화강암으로 마감되어 있다. 타원형 천창 4곳이 설치되어 있다. 승강장 외벽은 사각형 구역과 역명판이 설치되어 있는 반원형 구역으로 나뉘어 있다. 1988년 프로이센 철도 150주년을 기념하여 역 이름의 기원이 된 프로이센 공공사업부(Ministerium für öffentliche Arbeiten) 장관 파울 폰브라이텐바흐(Paul von Breitenbach)를 주제로 한 작품이 전시되었다. 승강장 외벽의 각 구역 사이에는 과거 달렘에 있었던 카이저 빌헬름 협회를 상징하는 동식물과 과학 기구를 주제로 한 부조가 설치되어 있다.
원래의 북부와 남부 출입구는 뤼데스하이머 플라츠역과 비슷하게 석제 기둥이 양쪽에 설치되어 있다. 금속제 역사 차단문은 성 안드레아 십자와 꽃으로 장식되어 있다. 1909년 당시부터 중앙 출입구가 계획되어 있었으나 실제 설치된 것은 1979년이었고, 지상 대합실과 이어진다.
제2차 세계 대전으로 인하여 역 북부 출입구가 파괴되었고, 간단한 형태로 재건축되었다. 목제 벤치 3개와 남부 대합실 및 구 매표소는 역 건설 당시 원형을 보존하고 있다. 역사는 건축유산으로 지정되어 있다.
2010년 10월 7일부터 엘리베이터 운영을 시작했다. 엘리베이터와 점자 블록 설치 예산은 약 34만 유로이다.

## 인접 철도역
베를린 버스 101, 248, 282번과 환승할 수 있다.
| 베를린 지하철 3호선               | 베를린 지하철 3호선 | 베를린 지하철 3호선                          |
| --------------------------------- | ------------------- | -------------------------------------------- |
| 포드비엘스키알레 크루메 랑케 방면 | U3                  | 뤼데스하이머 플라츠 바르샤우어 슈트라세 방면 |

## 참고 문헌
- Sabine Bohle-Heintzenberg: Architektur der Berliner Hoch- und Untergrundbahn, Verlag Willmuth Arenhövel, Berlin 1980, ISBN 3-922912-00-1, S. 128/129.
- Biagia Bongiorno: Verkehrsdenkmale in Berlin – Die Bahnhöfe der Berliner Hoch- und Untergrundbahn, Michael Imhof Verlag, Berlin 2007, ISBN 978-3-86568-292-5; S. 117.